# Hoeve Schoenwinckel

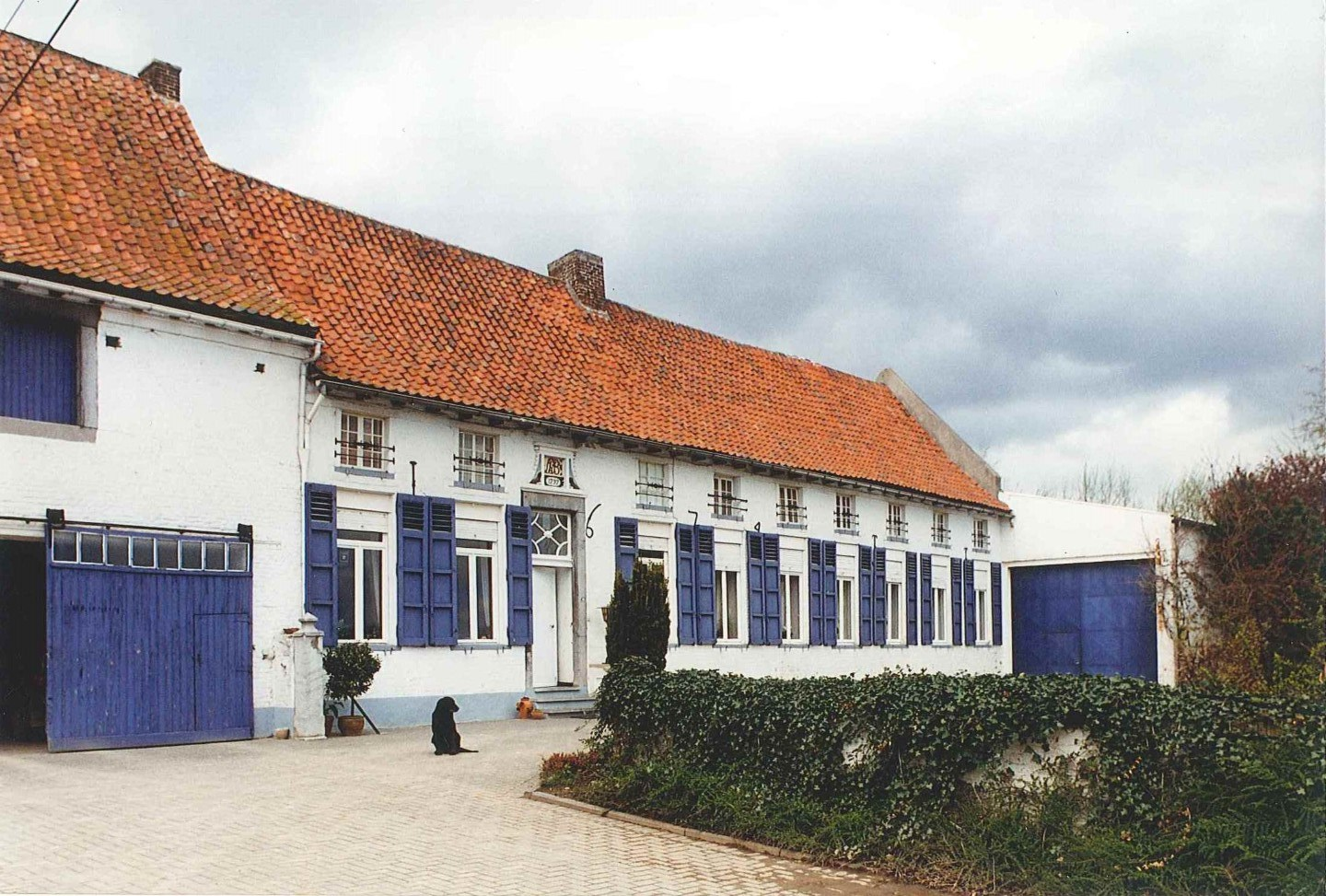

Hoeve Schoenwinckel is een historische boerderij, gelegen aan Stationsstraat 39 te Wintershoven.
De naam, een verbastering van Schoonwinckel betekent: Schone hoek, een mooi domein.
Het was een leengoed dat in 1264 door Willem van Altena en zijn vrouw werd geschonken aan de Abdij van Herkenrode. Toen, in de Franse Tijd, de abdijen werden opgeheven en hun goederen verbeurd verklaard, werd ook dit goed verkocht aan particulieren, en ene Paul Bonhomme ging er wonen in 1797. De hoeve werd toen gerestaureerd, maar in 1868 en 1960 werd de hoeve getroffen door brand.
Tegenwoordig is er sprake van een woonhuis met aansluitende stallen, en ook is er een schuur die haaks op het complex staat.
Het witgeschilderd woonhuis meet tien traveeën, en de kern ervan dateert uit 1674. Elementen als de deuromlijsting stammen uit 1797. De stallen bezitten een poort die eveneens uit 1797 stamt. De schuur stamt uit de 2e helft van de 19e eeuw.

## Bron
- Onroerend erfgoed